# Шарль Жерар (актор)
Шарль Жерар (справжнє прізвище Аджемян, фр. Charles Gérard, Charles Atchémian 1 грудня 1926 або 1 грудня 1922 — 19 вересня 2019) — французький кіноактор, майстер епізоду.

## Життєпис
Шарль Аджемян — вірменського походження. Він часто виступав у комічному амплуа. Грав разом з Жаном-Полем Бельмондо (з яким був близьким другом), П'єром Рішаром, Ліно Вентурою . Знімався у фільмах Клода Зіді, Франсіса Вебера. Один з улюблених акторів Клода Лелуша. Загалом зіграв у 18 картинах режисера.
Помер Шарль Жерар у Парижі 19 вересня 2019 року. За інформацією газети «Le Mond», це трапилося в одній зі столичних лікарень, де актор лікувався останнім часом. Інформація про причини смерті не розкривається.

## Фільмографія
- 1957 — Всі хочуть мене вбити /  Tous peuvent me tuer
- 1970 — Більярдист /  Le Voyou ; режисер Клод Лелуш
- 1971 — Смик Смек Смок /  Smic Smac Smoc ; режисер Клод Лелуш
- 1971 — Це трапляється тільки з іншими /  Ça n'arrive qu'aux autres ; режисер Надін Трентіньян
- 1972 — Пригода є пригода / L'aventure, c'est l'aventure; режисер Клод Лелуш
- 1973 — З Новим роком! / La Bonne Année; режисер Клод Лелуш
- 1973 —  Un homme libre ; режисер Roberto Muller
- 1973 — Дикий Захід /  Le Far-West ; режисер Жак Брель
- 1974 — Все життя /  Toute une vie ; режисер Клод Лелуш
- 1974 — Ляпас /  La gifle ; режисер Клод Піното
- 1974 — Шлюб (Узи шлюбу) /  Mariage ; режисер Клод Лелуш
- 1975 — Святковий день / Великий базар /  Un jour, la fête ; режисер Pierre Sisser
- 1975 — Невиправний / Рауль, режисер Філіп де Брока
- 1976 — Труп мого ворога /  Le Corps de mon ennemi ; режисер Анрі Верней
- 1976 — Іграшка /  Le Jouet ; режисер Франсіс Вебер
- 1977 — Потвора /  L'Animal ; режисер Клод Зіді
- 1978 — Не плач /  Ne pleure pas ; режисер Жак Ерто
- 1978 — Новобранці в пансіоні /  Les bidasses au pensionnat ; режисер Мішель Вокоре
- 1978 —  Les Ringards ; режисер Робер Пуаре
- 1979 —  C'est dingue … mais on y va ; режисер Мішель Жерар
- 1979 —  Les Givrés ; режисер Alain Jaspard
- 1979 — Хто є хто / Поліцейський або бандит /  Flic ou Voyou ; режисер Жорж Лотнер
- 1979 — Закусивши вудила /  Le Mors aux dents ; режисер Лоран Ейнеман
- 1979 — Шарло у вигнанні /  Les Charlots en delire ; режисер Ален Басн'є
- 1980 —  C'est encore loin l'Amérique? ; режисер Roger Coggio
- 1980 — Гра в чотири руки /  Le Guignolo ; режисер Жорж Лотнер
- 1981 — Одні та інші / Болеро /  Les uns et les autres (Bolero); режисер Клод Лелуш
- 1981 — Нафта! Нафта! /  Pétrole! Pétrole! ; режисер Christian Gion
- 1982 — Від кого біжить Давид? /  Qu'est-ce qui fait courir David? ; режисер Е.Чуракі
- 1982 — Вища школа / Випускники останнього класу /  Les Diplômés du dernier rang ; режисер Christian Gion
- 1983 — Едіт і Марсель /  Édith et Marcel ; режисер Клод Лелуш
- 1984 — Ні з тобою, ні без тебе /  Ni avec toi ni sans toi ; режисер Alain Maline
- 1984 —  Les Ferrailleurs des Lilas ; режисер Jean-Paul Sassy
- 1984 — Хай живе життя! /  Viva la vie! ; режисер Клод Лелуш
- 1984 — Свита /  La Smala ; режисер Jean-Loup Hubert
- 1985 — Піти, повернутися /  Partir, revenir ; режисер Клод Лелуш
- 1985 — Прощай, борсук /  Adieu blaireau ; режисер Боб Деку
- 1986 — Увага, бандити! /  Attencion Bandits! ; режисер Клод Лелуш
- 1986 — Чоловік і жінка: двадцять років по тому /  Un homme et une femme, 20 ans déjà ; режисер Клод Лелуш
- 1986 — Камікадзе /  Kamikaze ; режисер Didier Grousset
- 1987 — Клуб зустрічей /  Club de rencontres ; режисер Michel Lang
- 1989 —  France images d'une revolution ; режисер Alec Costandinos
- 1989 — Комісар Мулен /  Commissaire Moulin ; режисер Ів Реньє
- 1990 — Бувають дні ... Бувають ночі /  Il y a des jours … et des lunes ; режисер Клод Лелуш
- 1992 — Прекрасна історія /  La belle histoire ; режисер Клод Лелуш
- 1993 — Все це? за це?! / ' Tout ça … pour ça !! ; режисер Клод Лелуш
- 1994 — Злодій і брехуха /  Le Voleur et la Menteuse ; режисер Paul Boujenah
- 1997 — Випадковості і закономірності /  Hasards ou coïncidences ; режисер Клод Лелуш
- 1999 — Одна за всіх /  Une pour toutes ; режисер Клод Лелуш
- 2002 — А зараз, пані та панове? /  And Now … Ladies and Gentlemen? ; режисер Клод Лелуш
- 2003 — Ключі від машини /  Les Clefs de bagnole ; режисер Лоран Баффі
- 2004 — Рід людський: Парижани /  Le genre humain — 1: Les parisiens ; режисер Клод Лелуш
- 2005 — Сміливість любити /  Le Courage d'aimer ; режисер Клод Лелуш
- 2008 — Людина і його собака /  Un homme et son chien ; режисер Франсіс Юстер
- 2012 — Право на «Ліво» /  Les infideles